# Anisogomphus
Anisogomphus – rodzaj ważek z rodziny gadziogłówkowatych (Gomphidae).

## Podział systematyczny
Do rodzaju należą następujące gatunki:
- Anisogomphus anderi Lieftinck, 1948
- Anisogomphus bivittatus (Selys, 1854)
- Anisogomphus caudalis Fraser, 1926
- Anisogomphus ceylonicus (Hagen in Selys, 1878)
- Anisogomphus flavifacies Klots, 1947
- Anisogomphus forresti (Morton, 1928)
- Anisogomphus maacki (Selys in Selys & McLachlan, 1872)
- Anisogomphus neptunus Karube & Kompier, 2016
- Anisogomphus nitidus Yang & Davies, 1993
- Anisogomphus occipitalis (Selys, 1854)
- Anisogomphus orites Laidlaw, 1922
- Anisogomphus resortus Yang & Davies, 1996
- Anisogomphus vulvalis Yousuf & Yunus, 1977
- Anisogomphus yanagisawai Sasamoto, 2015
- Anisogomphus yingsaki Makbun, 2017